# Das Phantom von Soho
Das Phantom von Soho ist ein deutscher Kriminalfilm aus dem Jahr 1964, der unter der Regie von Franz Josef Gottlieb entstand. Es handelt sich um den fünften von insgesamt zehn Bryan-Edgar-Wallace-Filmen, mit denen der Filmproduzent Artur Brauner am Erfolg der Edgar-Wallace-Filmreihe teilhaben wollte. Der Schwarzweißfilm in Ultrascope startete am 14. Februar 1964 in den bundesdeutschen Kinos.

## Handlung
Im Londoner Stadtteil Soho wird ein Mann erstochen. Wie Sergeant Hallam dem Scotland-Yard-Chef Sir Phillip später berichtet, fand man in den Taschen des Ermordeten 100 Pfund und eine afrikanische Holzfigur. Der als Afrikaexperte bekannte Chefinspektor Hugh Patton übernimmt den Fall. Er stellt fest, dass es sich bei der Figur um die Nachahmung eines afrikanischen Fetisches handelt. Außerdem erfährt er, dass es sich bei dem Toten um Archibald Bessell handelt, mit dem er einst mehrere Expeditionen unternommen hatte. In der „Sansibar“, einem Nachtclub von zweifelhaftem Ruf, stoßen Patton und Hallam auf zahlreiche fragwürdige Personen wie den vorbestraften Manager Gilyard oder den Messerwerfer Jussuf. Gerade als die Yard-Beamten den Artisten befragen wollen, fällt dieser dem Phantom zum Opfer. Wieder findet man Geld bei dem Toten. Die im Rollstuhl sitzende Barbesitzerin Joanna Filiati und ihr Heilpraktiker Dr. Dalmer beobachten die Vorgänge an der Bar heimlich durch einen halbdurchlässigen Spiegel. Beide behaupten, nichts näheres über die Ermordeten zu wissen. Verdächtig macht sich auch ein Mann mit einem Leberfleck, der immer dort ist, wo gerade etwas passiert. Clarinda Smith, eine bekannte Kriminalschriftstellerin und Sir Phillips Bekannte, entwickelt ein sonderbares Interesse an der Mordserie und stellt sogar selbst Recherchen an.
Unterdessen taucht Lord Harold Malhouse in der „Sansibar“ auf. Joanna Filiati und Dr. Dalmer sind über sein Erscheinen nicht gerade erfreut. Sie beauftragen die Clubfotografin Corinne Smith, den wohlhabenden Lord in ein benachbartes Stundenhotel zu locken. Aber auch dort schlägt das Phantom gnadenlos zu. Von Corinne, die fast Zeugin des Mordes geworden wäre, verliert sich zunächst jede Spur. In deren Wohnung finden die Ermittler einige Fotos, die beweisen, dass die Opfer des Phantoms miteinander in Verbindung standen. Zur gleichen Zeit bekommt Dr. Dalmer Besuch von einem gewissen Captain Muggins, der ihn erpressen will. Doch kurz vor der vereinbarten Geldübergabe wird der Kapitän in einer dunklen Seitenstraße vom Phantom erstochen. Am Rande einer daraufhin veranlassten Großrazzia trifft Chefinspektor Patton auf Clarinda Smith, die inzwischen mit Sir Philipp verlobt ist. Auch der hält sich in der berüchtigten Gegend auf und hat offensichtlich etwas mit dem Verschwinden von Corinne zu tun. Als Patton die Verfolgung seines Chefs aufnimmt, gerät er in einen Zweikampf mit dem mysteriösen „Leberfleck“. Wie sich am nächsten Morgen herausstellt, arbeitete der Mann früher als Schiffsmaschinist. Sergeant Hallam hat zudem in Erfahrung gebracht, dass Captain Muggins angeblich einst mit einem Schiff namens „Yolanda“ untergegangen sein soll.
Bei der Versicherungsgesellschaft der Luxusyacht finden die Ermittler die Passagierliste der letzten Fahrt. An Bord waren unter anderem der Yachtbesitzer Lord Harold Malhouse, Archibald Bessell, der spätere Messerwerfer Jussuf sowie Dr. Dalmer. Der „Leberfleck“, von dem sich Scotland Yard mehr Informationen erhoffte, hat sich derweil in der Untersuchungshaft das Leben genommen. Weil er auf eine von der Versicherung ausgesetzte Belohnung spekuliert, verrät der Clubmanager Gilyard den Aufenthaltsort von Corinne. In einem Motel unweit von London trifft Patton allerdings nicht auf die gesuchte Fotografin, sondern auf die Schriftstellerin Clarinda Smith. Die beiden erfahren dort von der Ermordung Gilyards und begeben sich sofort nach London. Nach einem Besuch des Leichenschauhauses, berichtet Sergeant Hallam über seine neueste Erkenntnis: Die Passagiere der „Yolanda“ waren skrupellose Rauschgift- und Mädchenhändler. Deren Chefin, Joanna Filiati, verfügte über zahlreiche Kunden, zu denen sowohl ein Personenkreis der Hochfinanz als auch Mitglieder des Adels zählten.
Am Flughafen warten Patton und Hallam auf die flüchtigen Joanna Filiati und Dr. Dalmer, wobei sie letzteren erstochen auf dem Gepäckband finden. Nebenbei beobachten die Ermittler Sir Philipp, der die vermisste Corinne Smith zu einem Flugzeug begleitet. In der Zwischenzeit hat das Phantom Joanna Filiati ausfindig gemacht. Im letzten Moment entreißt ihm Chefinspektor Patton die Waffe und die Maske, hinter der sich Clarinda Smith verbarg. Sie war einst als Stewardess auf der „Yolanda“ engagiert. Als das Schiff abgelegt hatte, wurde sie von Lord Harold Malhouse und anderen Passagieren missbraucht. Um nicht mehr reden zu können, wurde sie später gefesselt, um mit der hoch versicherten Yacht unterzugehen. Im letzten Moment wurde sie vom Maschinisten, dem „Leberfleck“, gerettet. Statt die Männer, die sich an ihr vergingen, bei der Polizei anzuzeigen, lebte Clarinda Smith fortan nur noch für ihre Rache. Während des laufenden Verhörs gelingt es ihr, auf eine Giftkapsel zu beißen. Sie stirbt vor den Augen des Chefinspektors Patton und ihres Verlobten Sir Philipp. Unterdessen hat Sergeant Hallam Corinne Smith, die Schwester Clarindas, aufgespürt. Um zu verhindern, dass Corinne von der Identität des Phantoms erfährt, hatte Clarinda Sir Philipp darum gebeten, ihre Schwester in Sicherheit zu bringen.

## Entstehungsgeschichte

### Vorgeschichte und Drehbuch
Im Zuge der seit 1959 vom Constantin-Filmverleih vermarkteten Edgar-Wallace-Filme der Rialto Film entstanden in den 1960er Jahren zahlreiche weitere Kriminalfilme nach ähnlichem Muster. 1960 startete der Filmproduzent Artur Brauner mit den Doktor-Mabuse-Filmen eine eigene Kriminalfilmreihe. Ab 1962 brachte seine CCC-Film außerdem Filme nach Stoffen von Bryan Edgar Wallace, dem Sohn des bekannten Schriftstellers, in die Kinos.
1963 ließ Brauner im Fachblatt Filmecho/Filmwoche den Bryan-Edgar-Wallace-Film Der Mann mit dem Glasauge ankündigen. Die Vermutung liegt nahe, dass aus diesem Vorhaben der Film Das Phantom von Soho hervorging. Dessen Drehbuch stammt von Ladislas Fodor. Es entstand laut Verleihwerbung und Titelvorspann „nach einem Roman von Bryan-Edgar-Wallace“. Einige Quellen, so auch das Filmplakat, nennen als Vorlage den Roman Murder by Proxy, von dem allerdings keine Veröffentlichung bekannt ist. Es ist davon auszugehen, dass Artur Brauner hier von seinem Recht Gebrauch machte, den Namen Bryan Edgar Wallace auch für frei erfundene Stoffe verwenden zu dürfen.
Möglicherweise wurde das Treatment oder das Originaldrehbuch von Ladislas Fodor später an Rialto Film verkauft, wo es auch den Titel Die grausame Puppe trug. Dort könnte es von Paul Hengge überarbeitet worden sein, um als Vorlage für den Edgar-Wallace-Film Der Mann mit dem Glasauge (1969) zu dienen. Zu diesem damals in der Filmbranche durchaus üblichen Vorgang würde auch die Tatsache passen, dass Das Phantom von Soho und Der Mann mit dem Glasauge mehrere inhaltliche Parallelen aufweisen. Dazu zählen unter anderem das Rachemotiv der Zwangsprostituierten, deren Verschleppung mit einem Schiff sowie eine Frau als Kopf der Verbrecherorganisation.

### Produktion

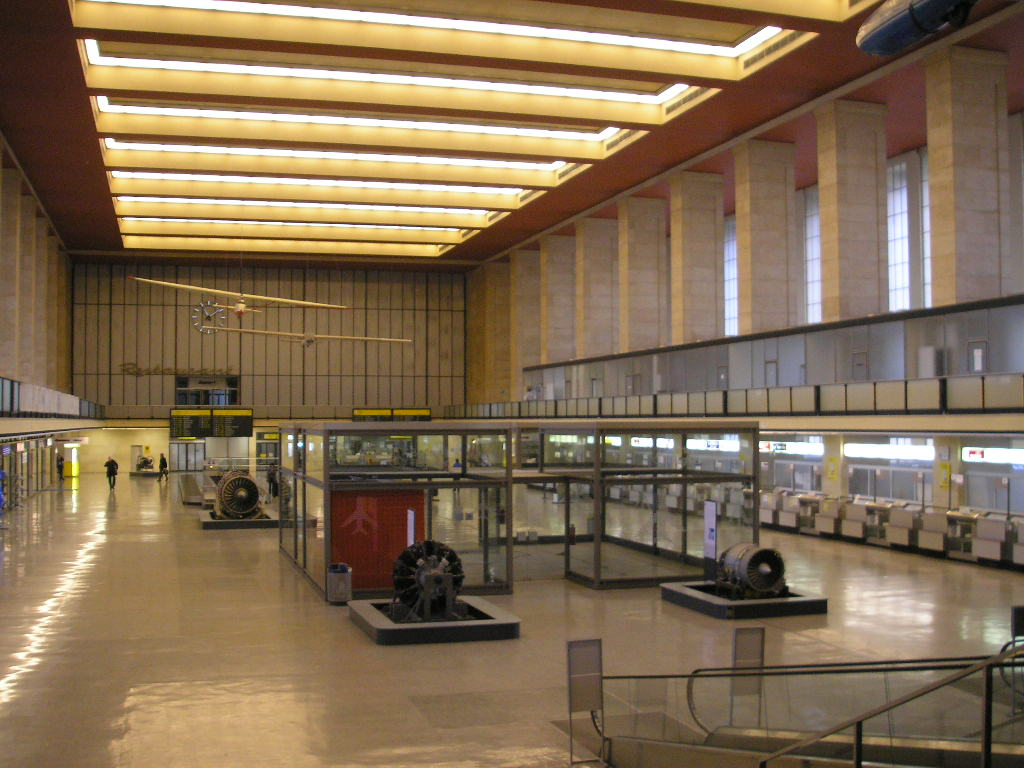
Im Film ist unter anderem die Abfertigungshalle im Flughafen Berlin-Tempelhof zu sehen.

Die Dreharbeiten des in Ultrascope produzierten Schwarzweißfilms mit farbiger Titelsequenz fanden vom 18. November 1963 bis 6. Januar 1964 in West-Berlin statt. Die Flughafen-Szenen filmte man im Flughafen Berlin-Tempelhof. Die Atelieraufnahmen entstanden in den CCC-Film-Studios in Berlin-Haselhorst. Als Filmarchitekten wurden Hans-Jürgen Kiebach und Ernst Schomer verpflichtet. Für die Kostüme war Trude Ulrich verantwortlich. Herstellungsleiter war Heinz Willeg.

### Filmmusik
Die Filmmusik wurde von Martin Böttcher komponiert. Das von Tanja Berg aus dem Off gesungene Lied Soho (Text: Doris Kirchner) erschien seinerzeit auf einer Single des Labels Telefunken. In dieser Fassung, die im Film am Ende zu hören ist, wurde es 2006 auf CD wiederveröffentlicht. Acht weitere Titel, darunter die Soho-Version des Titelvorspanns, sind auf der CD Kriminalfilmmusik von Martin Böttcher aus dem Jahr 1996 enthalten:
1. Soho (Instrumental) 1:31
2. Striptease-Blues 3:08
3. „Sansibar“-Medley 5:27
  1. Midnight Bossa Nova
  2. Locomotion
  3. Puppentanz
  4. Holiday for Trombones
4. Phantom-Blues 2:57
5. Soho (Vocal: Tanja Berg) 2:04

## Rezeption

### Veröffentlichung
Die FSK gab Das Phantom von Soho am 6. Februar 1964 ab 18 Jahren frei. Der vom Gloria-Filmverleih vermarktete Film startete am 14. Februar 1964 in den bundesdeutschen Kinos. Am 3. Februar 2006 wurde die Altersfreigabe von zwischenzeitlich 16 auf 12 Jahre herabgestuft. Der Film lief mehrfach im deutschen Fernsehen und erschien im Jahr 2006 auf DVD.
Das Phantom von Soho konnte auch im Ausland vermarktet werden und lief dort unter anderem unter den folgenden Titeln:
- Dänemark: Fantomet fra Soho
- Finnland: Sohon aavemurhaaja
- Griechenland: O fantomas tou Londinou
- Italien: Il fantasma di Soho
- Mexiko: Crímenes siniestros
- Niederlande: Sex en moord in Soho[7]
- Vereinigte Staaten: The Phantom of Soho

### Kritiken
„Unter den Opfern des Phantoms befindet sich leider jemand, der sich unter den vielen Gruselrequisiten gut ausgenommen hätte: der Humor. Wenn der Streifen sich etwas weniger ernst genommen hätte, wäre er sicher noch besser geworden.“

„Womit in einer logisch-undurchsichtigen Fabel gleichermaßen milieubedingter (Soho, in Spandau gut gestellt) Nervenkitzel und Humor […] geboten [werden]; unter flüssiger Regie, […] in sorgfältig eingestellten und ausgeleuchteten Bildern.“

„Trivialer Kriminalfilm nach einer Idee von Bryan Edgar Wallace, dem Sohn des populären Krimiautors.“